# Donald C. MacDonald
Donald Cameron MacDonald (* 7. Dezember 1913 in Cranbrook, British Columbia; † 8. März 2008 in Toronto, Ontario) war ein kanadischer Politiker. Er war von 1953 bis 1961 Parteivorsitzender der Ontario Co-operative Commonwealth Federation und von 1961 bis 1970 deren Nachfolgerin, der Ontario New Democratic Party. Zwischen 1955 und 1982 war er Abgeordneter der Legislativversammlung von Ontario für den Wahlkreis York Sud.

## Leben und Karriere
MacDonald wurde am 7. Dezember 1913 in Cranbrook, British Columbia geboren. Als er zehn Jahre alt war, zog seine Familie nach Québec. Er erwarb einen Bachelorabschluss und einen Masterabschluss an der Queen’s University. Als Jugendlicher hatte er die Konservative Partei Kanadas unterstützt, war aber während der Weltwirtschaftskrise Sozialist geworden. In den 1930er Jahren arbeitete er als Lehrer, dann als Journalist für The Gazette.
MacDonald trat 1942 der Royal Canadian Navy bei. Während des Zweiten Weltkriegs arbeitete er im Marinegeheimdienst. Später gab er eine Zeitschrift für Soldaten heraus und machte Radiosendungen für die Canadian Broadcasting Corporation und die British Broadcasting Corporation.
1942 trat MacDonald der Co-operative Commonwealth Federation (CCF) bei. Nach dem Ende des Zweiten Weltkriegs wurde er Mitarbeiter der Partei. Bei der Kanadische Unterhauswahl 1953 war er Kandidat der Partei im Wahlkreis Kootenay Ost. Mit 28,04 % der Stimmen belegte er einen knappen dritten Platz. Später im selben Jahr wurde er auf dem Parteitag der Ontario Co-operative Commonwealth Federation zum Parteivorsitzenden gewählt.
Bei der Provinzwahl 1955 wurde MacDonald im Wahlkreis York Süd mit 14.156 Stimmen (44,4 %) gewählt. Er wurde 1959, 1963, 1967, 1971, 1975, 1977 und 1981 wiedergewählt. Als Vorsitzender steigerte er die Unterstützung der Partei bei jeder Wahl, an der er die Partei führte (1955, 1959, 1963 und 1967). Als er 1953 Parteivorsitzender wurde, hatte die Partei nur zwei Sitze in der Legislativversammlung von Ontario; als er als Vorsitzender zurücktrat, waren es zwanzig. Während seiner gesamten politischen Karriere war er für seine Unterstützung des Öffentlichen Gesundheitsdienstes bekannt. Er setzte sich außerdem für eine bessere Behandlung von Gefangenen und mehr Rechte für Gewerkschaften ein.
MacDonald beschloss 1970, als Vorsitzender der Ontario New Democratic Party zurückzutreten. Obwohl er die Partei gestärkt hatte, waren viele Parteimitglieder der Meinung, dass ein neuer Vorsitzender ihnen helfen könnte, die nächste Wahl zu gewinnen. Bei der Wahl zum Parteivorsitzenden im Jahr 1970 war MacDonald offiziell neutral, unterstützte jedoch inoffiziell Walter Pitman. MacDonald lehnte den anderen Kandidaten für den Parteivorsitz, Stephen Lewis, ab, weil er ihn für zu jung und zu sozialistisch hielt. Auf dem Parteitag 1970 wurde Lewis mit 64,18 % der Stimmen zum Parteivorsitzenden gewählt.
1971 wurde MacDonald als Nachfolger von Allan Blakeney zum Parteipräsident der föderal Neue Demokratische Partei gewählt. Er blieb bis 1975 Parteipräsident.
1982 unterstützte er Bob Rae bei der Wahl zum Vorsitzenden der Ontario New Democratic Party. Rae wurde auf dem Parteitag 1982 zum Parteivorsitzenden gewählt. Im selben Jahr gab er seinen Sitz in der Legislativversammlung von Ontario auf, um in den Ruhestand zu gehen.
MacDonalds Autobiografie Happy Warrior: Political Memoirs wurde 1988 veröffentlicht, eine zweite Ausgabe erschien 1998.
Im Jahr 2003 wurde er zum Member of the Order of Canada ernannt. Er erhielt außerdem den Order of Ontario. MacDonald starb 2008 im Alter von 94 Jahren an Herzinsuffizienz.